# Molybdeen(VI)fluoride
Molybdeen(VI)fluoride (MoF6) is een fluoride van molybdeen. De stof komt voor als een corrosieve kleurloze vloeistof, die in water hydrolyseert. Hierbij wordt onder meer vloeizuur gevormd.

## Synthese
Molybdeen(VI)fluoride kan bereid worden door een reactie van moleculair fluor en molybdeen:
{\displaystyle \mathrm {Mo+3\ F_{2}\ \longrightarrow MoF_{6}} }